# Ellie Simmonds

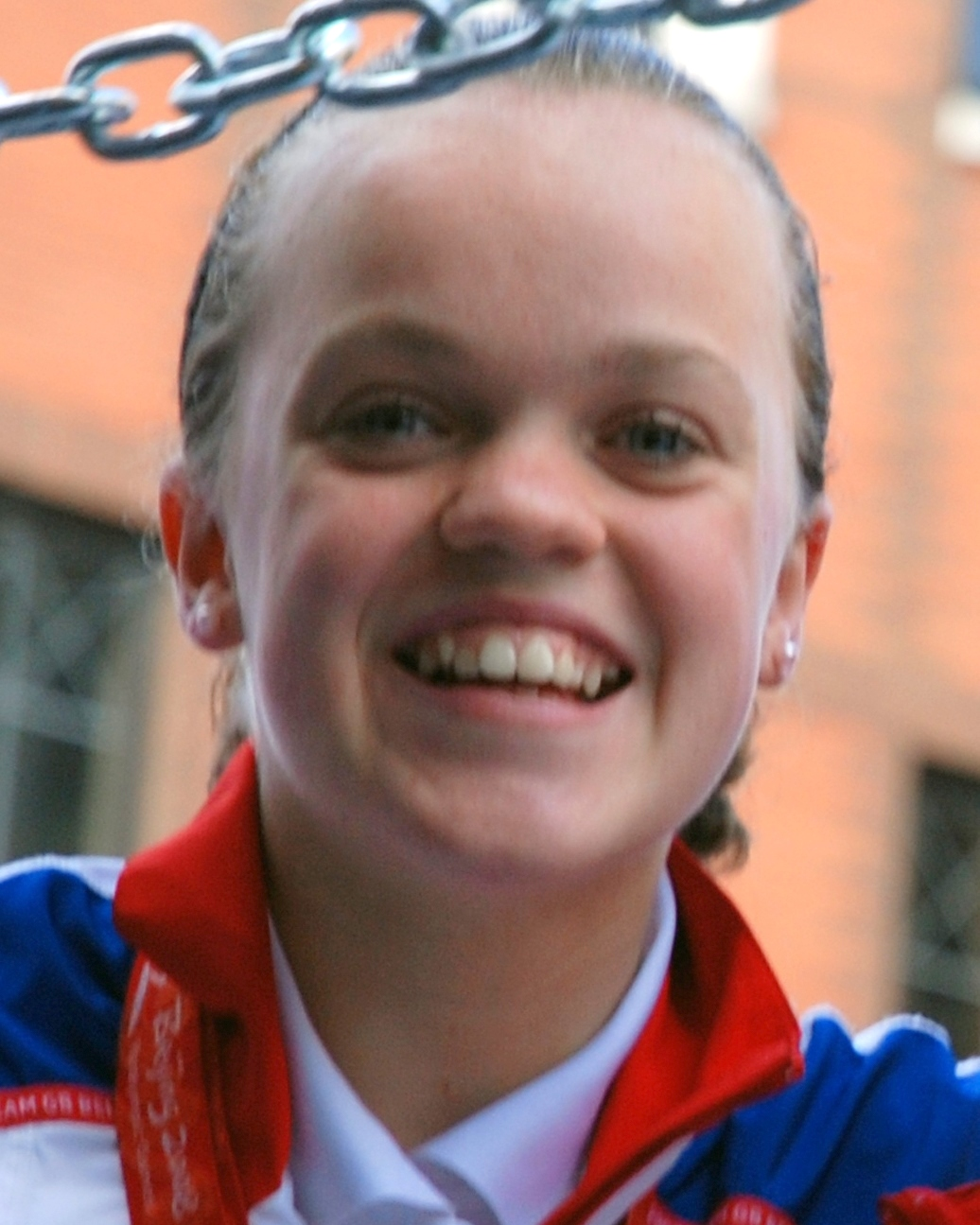
Ellie Simmonds (2008)

Eleanor May Simmonds, OBE (geboren op 11 november 1994), is een voormalige Britse Paralympische zwemster die deelnam aan S6-evenementen. Ze trok nationale aandacht toen ze deelnam aan de Paralympische Zomerspelen van 2008 in Peking, waar ze twee gouden medailles won voor Groot-Brittannië. Ze was het jongste lid van het team, op 13-jarige leeftijd.
In 2012 werd ze opnieuw geselecteerd voor het team van Groot-Brittannië, dit keer zwemmend tijdens de thuiswedstrijden in Londen. Ze won nog eens twee gouden medailles in Londen, waaronder het vestigen van een wereldrecord op de 400m vrije slag, en nog een gouden medaille op de Paralympische Spelen in Rio in 2016, dit keer met een wereldrecord op de 200m wisselslag.

## Carrière
Op 13-jarige leeftijd was Simmonds de jongste Britse atlete op de Paralympische Zomerspelen van 2008 in Peking, waar ze deelnam aan de 50m, 100m en 400m vrije slag, 50m vlinderslag en 200m wisselslag. Ze won gouden medailles op de 100m en 400m vrije slag.
Op 1 september 2012 herhaalde Simmonds haar gouden prestatie door de 400m vrije slag te winnen op de Paralympische Zomerspelen van 2012 in Londen, waarbij ze vijf seconden van de wereldrecordtijd afhaalde. Twee dagen later, op de avond van 3 september, behaalde ze goud op de 200m wisselslag, waarbij ze het wereldrecord verbrak dat ze die ochtend in de kwalificatieronde had gezet.
Op 12 september 2016, tijdens de Paralympische Spelen in Rio, verdedigde Simmonds haar gouden medaille op de 200m wisselslag en vestigde een nieuw wereldrecord, de eerste onder de 3 minuten op 2:59.81  Simmonds won ook een bronzen medaille op de 400m vrije slag op de Paralympische Zomerspelen van 2016.
Daarnaast heeft Simmonds tien gouden wereldkampioenschapstitels gewonnen, en zwemt ze in de S6-klasse voor mensen met een beperking.
Op 2 september 2021 kondigde Simmonds haar Paralympische pensioen aan na het mislopen van een medaille op de Paralympische Spelen van Tokio in 2020.

## Televisie werkzaamheden
Na haar afscheid van de competitieve zwemsport is Simmonds doorgegaan met presenteren voor BBC Sport, onder andere voor de Gemenebestspelen.
Op 7 augustus 2022 werd aangekondigd dat Simmonds zou deelnemen aan het twintigste seizoen van de  BBC One-show Strictly Come Dancing, met haar professionele danspartner Nikita Kuzmin. Ze werd geëlimineerd in Week 7 na het verliezen van de dansuitdaging tegen Molly Rainford en Carlos Gu.
Simmonds nam ook deel aan het tv-programma The Great Celebrity Bake-Off (serie 2, aflevering 2) en is verschenen in verschillende andere televisieprogramma's, waaronder Saturday Night Takeaway, Ellie Simmonds: Swimming with Dolphins, Would I Lie to You? en The Crystal Maze.
Documentaires die ze maakte zijn onder meer Finding My Secret Family en A World without Dwarfism. 

## OBE
Simmonds werd benoemd tot Lid in de Orde van het Britse Rijk (MBE) in de New Year Honours van 2009. Op 14-jarige leeftijd werd ze de jongste persoon ooit die deze onderscheiding ontving.  Ze ontving de onderscheiding van koningin Elizabeth II op 18 februari 2009.
In 2013 werd Simmonds tot Officer of the Order of the British Empire (OBE) gepromoveerd, vanwege haar verdiensten voor de Paralympische sport.